# Diospyros adenophora
Espèce
Statut de conservation UICN

 LC  : Préoccupation mineure
Diospyros adenophora est une espèce de plantes à fleurs de la famille des Ebenaceae.

## Publication originale
- Gardens' Bulletin, Straits Settlements 7: 164. 1933.